# Mareanivka (Kolonșciîna), Makariv
Mareanivka (în ucraineană Мар`янівка) este un sat în comuna Kolonșciîna din raionul Makariv, regiunea Kiev, Ucraina.

## Demografie
Componența lingvistică a localității Mareanivka
     Ucraineană (98,15%)
     Rusă (1,85%)
Conform recensământului din 2001, majoritatea populației localității Mareanivka era vorbitoare de ucraineană (98,15%), existând în minoritate și vorbitori de rusă (1,85%).